# Molotov Jive
Molotov Jive ist eine aus dem schwedischen Karlstad kommende Rock/Pop/Indie-Band. Sie vergleichen sich selbst mit Bands wie Beatles, The Who, The Smiths, David Bowie und The Libertines; aber auch Ähnlichkeiten mit The Clash, The Kinks oder Bruce Springsteen sind zu erkennen.

## Geschichte
Anton und Johan kannten sich schon einander aus dem Bandprojekt Wendy. Nach dessen Auflösung beschlossen sie, eine neue Band zu gründen. Dies geschah schnell mit Oskar und Anders im Jahr 2003. Im folgenden Jahr gaben sie schon erste kleine Konzerte in Schweden. Im Jahr 2005 wurden sie vom Plattenlabel Bonnier Amigo unter Vertrag genommen. Es folgten Touren im Vorprogramm der Arctic Monkeys und anderer Bands. Ihr erstes Album When it's all over I'll come back again mit der Single Weight (off my shoulder) erschien am 25. Oktober 2006 in Schweden. Es verkaufte sich so gut, auch im Ausland, dass es 2007 auch in deutschen Läden erhältlich war. Mit diesem Album tourten sie Ende 2006 und Anfang 2007 u. a. durch Deutschland, dabei auch als Support für die schwedische Rockband Sugarplum Fairy. Am 14. Februar 2007 erschien die Single Valentines Day, die nur als Download erhältlich ist. Der Erfolg verschaffte der jungen Band im Frühjahr 2008 erste Headliner-Touren in Europa.
Nach über 100 Shows in ganz Europa zog sich die Band in der zweiten Jahreshälfte 2008 ins Studio zurück, wo sie an ihrem zweiten Studioalbum Songs For The Fallen Apart arbeitete. Dieses erschien in Schweden am 2. Februar 2009 (in Schweden) bzw. am 26. Juni in Deutschland, Österreich und der Schweiz. Neben einem exklusiven Auftritt beim Hamburger Reeperbahn Festival ging die Band im Herbst 2009 auf ausgiebige Tournee.
Anfang 2010 befand sich die Band bereits wieder im Studio, um das dritte bisher unbetitelte Album aufzunehmen.

## Diskografie

### Singles und EPs
- The Luck you Got
- Hold me tight (like a gun)
- I don't care anymore, just let my Emotions go
- Made in Spain
- Weight (off my shoulder)
- Valentines Day
- Paint The City Black
- Monday, Tuesday

### Alben
- 2006: When it's all over I'll come back again
- 2009: Songs For The Fallen Apart